# Sulfate de cadmium
Le sulfate de cadmium est un composé chimique minéral, corps ionique anhydre, composé de cations cadmium divalents et d'anions sulfates, de formule CdSO4.

## Propriétés physiques et chimiques
Le sulfate neutre de cadmium CdSO4 est une poudre cristalline de maille orthorhombique, blanche, constituée de cristaux incolores, très solubles dans l'eau.
Le chauffage au rouge du sulfate de cadmium donne un mélange basique d'oxyde de cadmium et de sulfate de cadmium, puis au rouge blanc, il ne reste plus que l'oxyde de cadmium :
2 CdSO4 soumis à chauffage prolongé   →  2 CdO +  2 SO2 gaz sulfureux + O2 gaz
Mis dans l'eau puis asséché sur une planchette où l'eau s'égoutte superficiellement, il cristallise avec l'équivalent de quatre molécules d'eau, en de beaux prismes droits à base rectangle. Si l'opérateur chauffe le corps chimique défini CdSO4. 4 H2O de maille monoclinique, les cristaux perdent leurs eaux de structure sans fondre.
Il existe une série d'autres sulfates de cadmium hydratés du type CdSO4·xH2O, par exemple le monohydrate plus commun CdSO4. H2O, l'heptahydrate CdSO4. 7 H2O  et 3 CdSO4. 8 H2O monocliniques. Même si ces sels ou corps salins sont tous incolores et très solubles dans l'eau, ils ne doivent rigoureusement pas ni être confondus avec le sulfate de cadmium (anhydre) ni être assimilés entre eux.
Le sulfate de cadmium mis en solution avec le sulfate de potassium, le sulfate d'ammonium, le sulfate de magnésium forme facilement des sels doubles.

## Occurrences naturelles
Le sulfate de cadmium est un minéral très rare dans la nature, le sulfate de cadmium tétrahydraté est mieux connu sous le nom du minéral drobecite (CdSO4·4H2O). Il peut d'ailleurs former un sel basique avec l'hydroxyde de cuivre comme dans le minéral niedermayrite (Cu4Cd(SO4)2(OH)6·4H2O).

## Préparation
L'attaque à chaud du corps simple cadmium par l'acide sulfurique, en présence de d'acide nitrique, peut donner le sulfate si l'ensemble de l'eau est éliminé par évaporation.
Cd métal solide + H2SO4 acide sulfurique concentré ou dilué avec trace de nitrate (à chaud et à évaporation) → H2 gaz + CdSO4 poudre blanche, reprise par dilution, et ensuite asséchée
Toutefois, pour éviter les opérations de chauffage longue et drastique, la préparation la plus simple part de la simple réaction, menée par ajout d'acide sulfurique étendu ou dilué sur l'oxyde de cadmium ou du carbonate de cadmium, voire de l'hydroxyde de cadmium
CdO solide + 2 H2SO4 aq acide dilué →  CdSO4 précipité blanc (corps hydraté à sécher) +  SO3 gaz anhydride sulfurique, redonnant l'acide sulfurique en solution aqueuse + H2O eau
Une préparation simple et directe du corps anhydre utilise le persulfate de sodium, suivant la réaction 
Cd métal solide + Na2S2O8   →   CdSO4  +  Na2SO4

## Applications et utilisations
Le sulfate de cadmium peut jouer le rôle de pigment dans les écrans fluorescents.
Il est surtout un précurseur du pigment jaune ou sulfure de cadmium artificiel amorphe dans les procédés d'obtention industrielle. Il est aussi largement utilisé en électro-galvanisation du cadmium dans les circuits électroniques.
Ce corps toxique est utilisé comme électrolyte dans la pile standard de Weston et certaines batteries alcalines.
À la Belle Époque, le sulfate de cadmium était employé en médecine, notamment pour les maladies de yeux avant 1880. Il avait peu ou prou les mêmes utilisations thérapeutiques que le sulfate de zinc.